# Friedrich Schneider (Ingenieur)

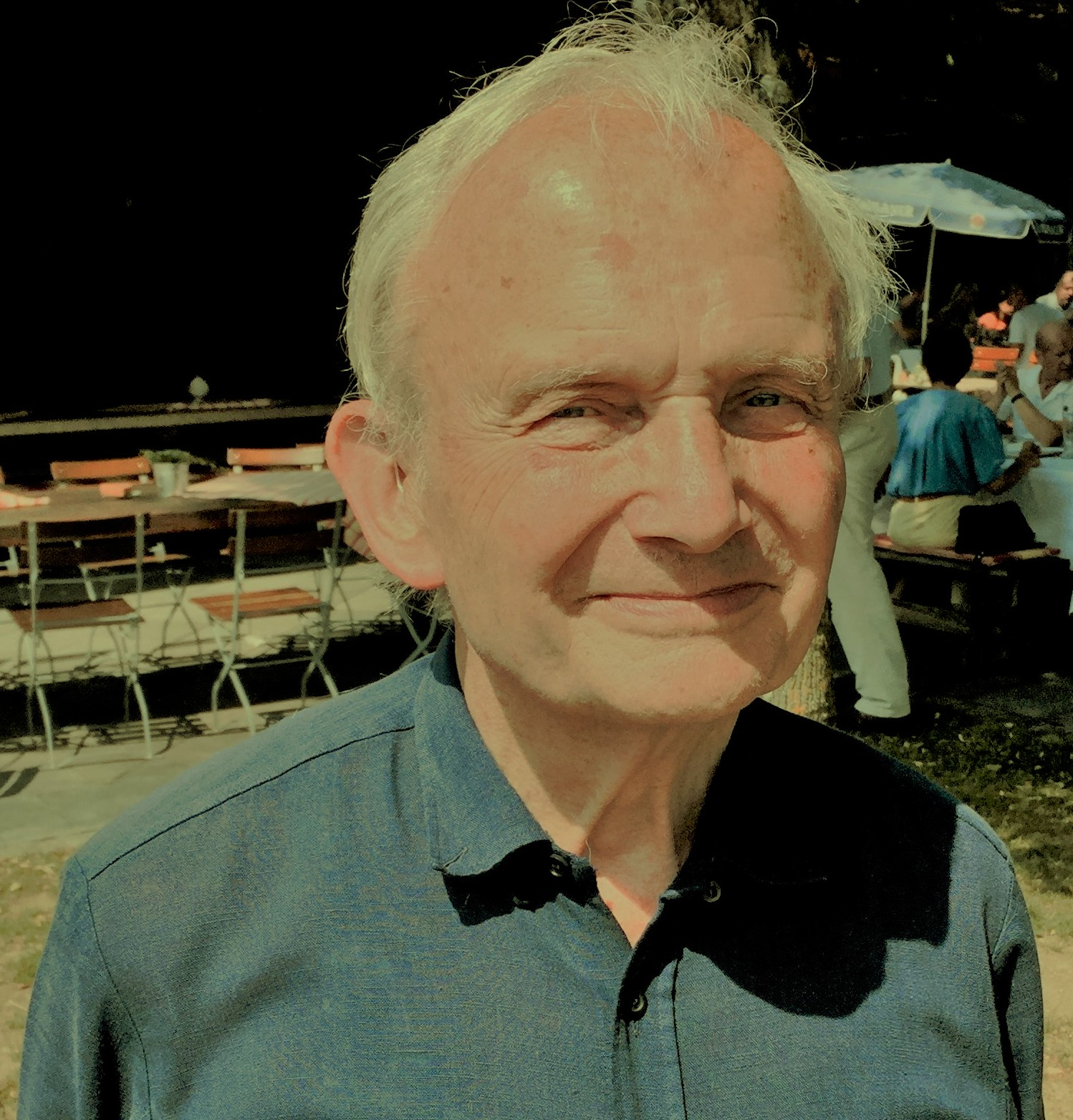
Friedrich Schneider (2015)

Friedrich Schneider (* 19. September 1937 in Berlin; † 21. August 2022 in Herrsching am Ammersee) war ein deutscher Ingenieur und Professor für Mess- und Regelungstechnik. Er hat den Prozessrechner in die Mess- und Automatisierungstechnik eingeführt und in weit verzweigten Netzen angewendet (Fernwirksysteme, Feldbussysteme).

## Leben
Friedrich Schneider wurde 1937 als Jüngstes von drei Kindern in Berlin geboren. Sein Vater war Diplom-Ingenieur der Elektrotechnik. Nach dem Abitur an der Luitpold-Oberrealschule in München studierte Friedrich ab 1956 Elektrotechnik an der Technischen Hochschule München, jetzt Technische Universität München (TUM). Während und am Ende des Studiums machte er Industriepraktika bei der AEG, beim North of Scotland Hydro-Electric Board, Urray (Schottland) und der Long Island Lighting Company, Hicksville, NY, USA.
Nach dem Diplom an der TH München erweiterte er 1962/63 seine Kenntnisse in Regelungstechnik mit Hilfe eines Jahresstipendiums des DAAD an der University of California, Berkeley und erwarb in den USA den Grad eines Master of Science.
Nach seiner Rückkehr aus den USA wurde er im Jahre 1964 Wissenschaftlicher Assistent am Institut für Mess- und Regelungstechnik der TUM. Hier führte er den Analog- und Digitalrechner in die Lehre und Forschung am Institut ein. Er promovierte 1969 bei Ludwig Merz mit dem Thema: „Einstellung der Adaptivsteuerung von Prozessen mittels Digitalrechner“. Im Jahre 1970 habilitierte er sich an der TUM mit dem Thema: „Digitale Rechenverfahren in der Regelungstechnik“ für das Fach Regelungstechnik.
Friedrich Schneider war verheiratet. Aus der Ehe entsprangen ein Sohn und eine Tochter. 

## Industrietätigkeit
Von 1970 bis 1983 war Schneider bei AEG-Telefunken, Automatisierungsanlagen in Seligenstadt (Hessen) beschäftigt. Bei AEG-Telefunken baute er zunächst eine Softwareabteilung für Anlagen zur Störfolgeregistrierung in Kraftwerken, zur Messdatenerfassung in Produktionsprozessen und zur Überwachung von Wasser- und Abwasseranlagen auf. Hierfür wurden Kleinst-Prozessrechner eingesetzt, für welche die gesamte Software entwickelt wurde, angefangen vom Echtzeitbetriebssystem über die Messwerterfassung und -verarbeitung bis hin zur Protokollausgabe.
In der Folgezeit wurden die Fernwirksysteme zur Überwachung und Steuerung örtlich weit verteilter Prozesse digitalisiert. Hierbei wurden zunächst die Fernwirkzentrale durch den Prozessrechner und später mit Aufkommen des Mikroprozessors auch die Unterstationen ersetzt. Schneider lieferte hier wertvolle Beiträge für die Entwicklung großräumiger Fernwirknetze mit hierarchischer Überwachungsstruktur und durchgängigen Redundanzkonzepten.
Die Anzahl der zu überwachenden Mess- und Steuerstellen gingen bei der Betriebsmittelüberwachung großer Anlagen (z. B. bei Automobilfabriken) in die Tausende. Um dies beherrschbar zu machen, mussten unter seiner Leitung rechnergestützte Projektierungshilfsmittel geschaffen werden. Der Ersatz der eindrucksvollen, riesigen Warten aus Mosaikbausteinen durch Farbsichtgeräte zur Mensch-Maschine-Kommunikation stellte ebenfalls einen großen technologischen Schritt dar, an dem Schneider maßgeblich beteiligt war.
Für die Entwicklung der erforderlichen Software auf allen Automatisierungsebenen benötigte man sowohl Ingenieure mit Informatikkenntnissen wie auch Informatiker mit Technikverständnis; in Deutschland war der Arbeitsmarkt hierfür leer gefegt. Schneider gelang es, das notwendige Personal in Großbritannien anzuwerben.
Vor seinem Wechsel an die Universität leitete Schneider zuletzt die Abteilung „Teilanlagen der Fernwirktechnik“, wo ihm etwa 100 Mitarbeiter unterstanden, vornehmlich Ingenieure und Informatiker.

## Tätigkeit an der Universität
Während seiner Industrietätigkeit  hielt Schneider als Privatdozent jeweils im Sommersemester eine Vorlesung über Automatisierungsanlagen.
Im Jahre 1983 erhielt er einen Ruf als Professor für das Fach Mess- und Regelungstechnik an die TUM. Seine Vorlesung „Mess- und Regelungstechnik einschließlich Praktikum“ war Pflichtfach für alle Studierenden für das Lehramt an Beruflichen Schulen, Fachrichtung Elektrotechnik. Im Diplomstudiengang hielt Schneider Vorlesungen über Automatisierungsanlagen, zuletzt über „Lokale und Verteilte Messnetze“. Für das Aufbaustudium „Umwelttechnik“, für Studierende mit Diplomabschluss hat Schneider das Pflichtfach „Umweltmesstechnik“ angeboten. Für alle Maschinenbauingenieure im 2. Semester hielt Schneider mehrere Jahre die erstmals angebotene Einführungsvorlesung in die Informatik.
In der Forschung hat Schneider, zusammen mit Diplomanden und Doktoranden, eine Vielzahl von Beiträgen geliefert zur Messdatenübertragung und Messwertverarbeitung mit Bussystemen. Unter seiner Leitung wurde ein Automatisierungssystem auf Grundlage von Transputern konzipiert und realisiert, das schließlich  in einem hochdynamischen Abgasprüfstand bei BMW eingesetzt wurde. Die Besonderheit des Transputers liegt darin, dass bei ihm schon auf dem Chip eine Parallelverarbeitung von Messdaten möglich ist.
Feldbussysteme zur seriellen Anbindung von Sensoren und Aktoren vor Ort stellten  einen Schwerpunkt seiner Forschungsarbeiten dar, zuletzt stand dabei der Aspekt der Übertragung sicherheitsrelevanter Daten (safety) über einen Feldbus im Vordergrund.
Schneider baute Arbeitsgruppen zur Heimautomation auf, bei denen die Gebäudesystemtechnik und das Software-Engineering die bestimmenden Schwerpunktthemen waren. In einem Demo-Haus, das von der VISION WOHNEN Objekt GbR zur Verfügung gestellt wurde, konnte die realisierte Hard- und Software auf Praxistauglichkeit überprüft werden. Zusammen mit dem Lehrstuhl von Hans-Rolf Tränkler und einer Reihe von Industriepartnern wurden mehrere Verbundprojekte zur Heimautomation beim BMBF, der Bayerischen Forschungsstiftung und der Deutschen Umweltstiftung eingeworben. Im Projekt tele-Haus realisierte die Arbeitsgruppe Schneider neben der Gesamtsoftware auch Themen wie Personen- und Anwesenheitserkennung, systemintegrierter Geräteschutz und einen intelligenten Zwischenstecker. Im Rahmen dieser Forschungsarbeiten hat Schneider 120 Diplomarbeiten und 14 Promotionen betreut.
An der Universität war er Auslandsbeauftragter der Fakultät, Vorsitzender des Diplomhauptprüfungsausschusses und Mitglied des Fachbereichsrates. Darüber hinaus war er Mitglied im Verein Deutscher Elektrotechniker (VDE) und leitete dort als Obmann den Fachausschuss „Grundlagen der Messsysteme“ in der Gesellschaft Mess- und Automatisierungstechnik (GMA).

## Auslandsaktivitäten
Kurz nach der Deutschen Wiedervereinigung initiierte die EU die TEMPUS-Programme, mit deren Hilfe Kooperationen mit Universitäten in Tschechien, Ungarn, Slowenien, Estland und Rumänien aufgebaut werden konnten. Dies umfasste sowohl den Austausch von Studierenden und Diplomanden wie auch längere Aufenthalte von Professoren. Schneider war Ansprechpartner für die Fakultät für Elektrotechnik und Informationstechnik.
Gemeinsam mit den Professoren Elmar Schrüfer (TUM) und Hans-Rolf Tränkler (Universität der Bundeswehr München) hat Schneider das Stipendienprogramm Ost eingerichtet. Im Rahmen dieses Programms können Diplomanden osteuropäischer Universitäten, im Besonderen aus Tschechien, der Ukraine, Russland und Slowenien, sechs Monate in den Laboren der Münchner Universitäten ihre Diplomarbeiten ausführen. Finanziert wird dieses Programm  aus eingeworbenen Drittmitteln. 70 Studierende haben bis 2004 von diesem Programm profitiert.
Im Rahmen der SOKRATES/ERASMUS-Programme der EU entwickelten sich Partnerschaften mit Universitäten u. a. in Frankreich, Großbritannien, Italien und Spanien, durch die viele ausländische und deutsche Studierende mindestens ein Semester im Ausland verbringen können. Durch die Betreuung der Studierenden kam es auch häufig zu einer engeren wissenschaftlichen Kooperation. Insbesondere mit französischen Hochschulen wurden Doppeldiplomprogramme vereinbart.
Durch das Netzwerk GE4 (Global Education Exchanges for Engineers and Entrepreneurs) vermittelte Schneider jedes Jahr 5 Studierende der TUM in die USA. Mit Hilfe GE4 entstand das US61/EC111 Projekt „Developing a New Generation of Transatlantic University and Industrial Partners“ zwischen 7 US- und 7 europäischen Universitäten, während der Jahre 1996–1999 mit Schneider als Projektleiter auf europäischer Seite. Zusammen mit Elmar Schrüfer (TUM) baute Schneider  Kontakte zu Universitäten in der Volksrepublik China auf u. a. zur Tsinghua-Universität in Beijing und zur Tongji-Universität in Shanghai, an der Schneider Blockvorlesungen am Chinesisch-Deutschen-Hochschulkolleg (CDHK) hielt. Von 2005 bis 2008 war Schneider Fachkoordinator für den Studienzweig Elektrotechnik.
Durch die Personalunion als Vorsitzender des Diplom-Hauptprüfungsausschusses, als Auslandsbeauftragter der Fakultät für Elektrotechnik und Informationstechnik und als ECTS-Beauftragter (European-Credit-Transfer-System) war es Schneider möglich, die im Ausland erbrachten Studienleistungen an der TUM ohne bürokratische Schwierigkeiten anzuerkennen.

## Veröffentlichungen (Auswahl)
Schneider hat mehr als 80 wissenschaftliche Veröffentlichungen in nationalen und internationalen Fachzeitschriften, Kongressbänden und Proceedings sowie in Buchform vorgelegt.
- Vergleich verschiedener Methoden zur Untersuchung nichtlinearer Systeme mit Hilfe der zweiten Methode von Ljapunov an Hand eines Systems 3. Ordnung. In: III. Konferenz über nichtlineare Schwingungen 25. – 30. Mai 1964. Akademieverlag, Berlin 1965, S. 328–343.
- Geschlossene Formeln zur Berechnung der quadratischen und zeitbeschwerten quadratischen Regelfläche für kontinuierliche und diskrete Systeme. In: Regelungstechnik. (München). Band 14, 1966, S. 159–166.
- Finding the Adaptive Feedforward Function of Controller Parameters by Digital Computer. Beitrag für den IFAC-Weltkongress 1969, Vorabdruck der Beiträge, Session 69, 16. – 21. Juni 1969, Warschau.
- Analyse von Systemen mittels Digitalrechner. Teil 1 und 2. ATM, 1973, S. 49–52 und S. 63–68.
- Electronics and Computer Control in Power Transmission and Distribution. Fourth European Conference on Electronics, EUROCON 80, Stuttgart 1980, S. 378–384.
- mit H.-R. Tränkler: Der Einfluss der Sensoren auf die Struktur mikrorechnerorientierter Mess- und Automatisierungssysteme. TM 53, 1986, S. 66–70.
- Intelligente Sensorsysteme – Struktur, Anforderungen und Realisierungen. GMA-Kongress  (Baden-Baden), 18. – 19. September 1990, VDI-Bericht 855, VDI-Verlag, Düsseldorf 1990, S. 85–97.
- Beiträge zur Messtechnik und Automatisierungstechnik. In: VDI-Lexikon Werkstofftechnik. VDI-Verlag, Düsseldorf 1991.
- Beiträge aus Mess- und Automatisierungstechnik. In: VDI-Lexikon Mess- und Automatisierungstechnik. VDI-Verlag, Düsseldorf 1992.
- Software Architecture of a Fieldbus System. In: Proceedings of the 5th International Biennial Seminar on Intelligent Measuring, Budapest, 2. – 4. Juli 1994.
- mit R. Westendorp: Modular Signal Processing in Distributed Systems. 7th International Symposium on “Modern Electrical and Magnetic Measurement of IMEKO TC4”, Prag, 13. – 14. September 1995. S. 255–259.
- Systemaspekte. In: Tagungsband des 2. VIMP-Statusseminars, Neubiberg, 23. Januar 1998. Hrsg.: Lehrstuhl für Mess- und Automatisierungstechnik. Universität der Bundeswehr München, 1998, S. 25–43.
- mit C. Kellner und T. Weinzierl: The Software Concept for Home Automation within VIMP. Proceedings of the EIB Scientific Conference 1998, Munich, October 20, 1998. Hrsg.: Lehrstuhl für Elektrische Messtechnik, TUM 1998.
- mit C. Kellner und T. Weinzierl: IMOS-home – Das Software Konzept für die Heimautomatisierung in VIMP. Tagungsband des VIMP-Abschlussseminars, Hrsg.: Lehrstuhl für Mess- und Automatisierungstechnik, Universität der Bundeswehr München, 1998, S. 56–64.
- mit H.-R. Tränkler: Das Intelligente Haus.  Reihe Messen und Automatisieren. Richard Pflaum Verlag, München, Bad Kissingen, Baden-Baden, Berlin, Düsseldorf, Heidelberg 2001, ISBN 3-7905-0794-6.
- Feldbusse – Grundlagen und Anwendungsgebiete. Proceedings des OTTI-Seminars „Feldbussysteme in der Automatisierungstechnik“, 16./17. September 2003, Regensburg, S. 1–51.
- Feldbustechnik für Sicherheitsrelevante Anwendungen – Grundlagen. Proceedings des OTTI-Seminars „Feldbustechnik für Sicherheitsrelevante Anwendungen“, 18. September 2003, Regensburg, S. 1–42.
- M. Gürtner, M. Horn, D. Paelczak, F. Schneider, H.-R. Tränkler, O. Zhelondz: Abschlussbericht zum Projekt „Entwicklung von CO2 Sensoren für den privaten Lebensbereich“. Gefördert durch die Deutsche Bundesstiftung Umwelt, AZ 17204, 2003.